# Difarma
Die Difarma S.p.A. ist ein in der Gesundheitslogistik tätiger italienischer Großhändler. Das in Sassari ansässige Unternehmen beliefert über seine drei Logistikzentren Apotheken in der Region Sardinien mit Medikamenten und Gesundheitsprodukten. Difarma beschäftigt 126 Mitarbeiter und erwirtschaftete 2008 einen Umsatz von 165 Millionen Euro.
Das Unternehmen wurde 1984 von einer Gruppe sardischer Apotheker gegründet. Diese hatten zum Ziel, die Versorgung der Apotheken auf der weitläufigen aber wenig dicht besiedelten Insel zu sichern. Aus diesem Grund wurden die Logistikzentren auf der Nord-Süd-Verkehrsachse entlang der SS 131 erstellt. Dem Hauptsitz in Sassari folgte 1987 ein Standort in Oristano und 1991 ein weiteres Zentrum in Cagliari. 2001 schloss das Unternehmen eine strategische Partnerschaft mit dem größten italienischen Gesundheitslogistiker Comifar ab. Diese hält seither 60 Prozent an Difarma.